# Igor Skljarov
Igor Jevgenevitj Skljarov (ryska: Игорь Евгеньевич Скляров), född den 31 augusti 1966 i Taganrog, Ryssland, är en sovjetisk fotbollsspelare som tog OS-guld i fotbollsturneringen vid de olympiska sommarspelen 1988 i Seoul.